# Atomic Saké
Pour plus de détails, voir Fiche technique et Distribution.
Atomic Saké  est un film québécois de Louise Archambault sorti en 1999. C'est le premier film réalisé par Louise Archambault.

## Distribution
- Audrey Benoit : Ariane
- Suzanne Clément : Véronique
- Noémie Godin-Vigneau : Mathilde